# Ellis Kadison
Pour les articles homonymes, voir Kadison.
Ellis Kadison est un scénariste, réalisateur et producteur né le 18 février 1928 à Orange dans le New Jersey et mort le 28 février 1998 à Lomita (États-Unis).

## Filmographie

### Comme scénariste
- 1967 : You've Got to Be Smart (en)
- 1966 : Theatre of Death
- 1967 : La Gnome-mobile (The Gnome-Mobile)

### Comme réalisateur
- 1965 : Git!
- 1966 : The Cat

### Comme producteur
- 1965 : Git!
- 1966 : The Cat
- 1967 : You've Got to Be Smart (en)